# Масаски език
Вижте пояснителната страница за други значения на Маса.
Маса е език говорен в южен Чад и северен Камерун от народа маса. Той е един от Чадските езици със средно около 200 000 говорещи души.